# Pungitius bussei
Pungitius bussei — вид променеперих риб родини колючкових (Gasterosteidae).

## Поширення
Риба поширена на сході  Росії у басейні річки  Амур та на кордоні Китаю і КНДР.

## Спосіб життя
Це прісноводна риба. Самець будує, охороняє та провітрює гніздо, де зберігається ікра.